# Light Speed Electric God Albegas
Lightspeed Electroid Albegas (яп. 光速電神アルベガス Косоку Дэндзин Арубэдасу) — японский аниме-сериал, выпущенный студией Toei Animation. Транслировался по телеканалу TV Tokyo с 30 марта 1983 года по 8 февраля 1984 года. Всего выпущено 45 серий аниме. Должен был стать третьей частью франшизы Вольтрон. Сериал был дублирован на английском, итальянском и испанском языках.

## Сюжет
Во время школьного соревнования, 3 гениальных студента: Дайсаку, Тэцуя и Хотару создают роботов и получают приз. В это время злая инопланетная раса Дэриндзя расширяет своё влияние и решает подчинить Землю, в качестве своей армии они используют меха-истребителей. Отец Хотару — гениальный профессор Мидзуки модифицирует роботов, чтобы они могли соединяться в супер-робота Альбегаса.
Альбегас — робот, образуемый из трёх более маленьких роботов: (Альфа, Бета, и Гамма). Альбегас орудует плазменным мечом «санбаем», которым наносит сокрушительный удар противнику, разрубая его на две части. Отдельные роботы также используют собственные мечи.

## Роли озвучивали
- Хидэюки Хори — Тэцуя Дзин
- Хироми Цуру — Хотару Мидзуки
- Тосио Фурукава — Дайсаку Эндзёдзи
- Тиёко Кавасима — Мидори Эндзёдзи/Сайко Асабуки
- Эйдзи Каниэ — Доктор Мидзуки/президент Адзасу
- Тотани Кодзи — Кодзо Эндзёдзи
- Сиоя Кодзо — Горо Кумай
- Сато Масахару — генерал Дастон
- Норико Цукасэ — Данко Киби/Данко-сэнсэй
- Рэйдзо Номото — офицер Дайм
- Сатоми Мадзима — Дзиро Эндзёдзи
- Томико Судзуки — Нацуко Эндзёдзи
- Юко Мита — Джулия
- Хидэкацу Сибата — президент Байос
- Кодзи Тотани — командир Катастора